# Tanjungkerta (Karangkancana)
Tanjungkerta is een bestuurslaag in het regentschap Kuningan van de provincie West-Java, Indonesië. Tanjungkerta telt 3105 inwoners (volkstelling 2010).